# Lincoln Park (parc de Chicago)
Pour les articles homonymes, voir Lincoln Park.
Lincoln Park est un grand parc urbain situé dans le secteur de Lincoln Park à Chicago, dans l'État de l'Illinois aux États-Unis. D'une superficie de 4,9 km2 (490 ha), Lincoln Park est le plus grand parc public de la ville de Chicago et s'étend en bordure du lac Michigan sur une longueur de 11 km entre Ohio Street (400 N) au sud, et Ardmore Avenue (5800 N) au nord, à proximité de la voie rapide de Lake Shore Drive. Connu pour ses nombreuses activités, le parc est très fréquenté et attire de nombreux touristes tout au long de l'année. Comme pour la plupart des espaces verts situés dans les limites de la ville de Chicago, Lincoln Park est entretenu par le Chicago Park District.
Lincoln Park comprend plusieurs points d'intérêts dont le zoo de Lincoln Park (Lincoln Park Zoo), le jardin botanique de Lincoln Park (en anglais : Lincoln Park Botanical Garden) ainsi que deux musées : le musée d'histoire de Chicago (Chicago History Museum, un musée retraçant l'histoire de la ville depuis sa fondation, et de sa région depuis l'époque précolombienne) et le musée de la nature Peggy Notebaert (Peggy Notebaert Nature Museum, un musée consacré à l'environnement naturel de Chicago).
Nommé en l'honneur du 16e président des États-Unis Abraham Lincoln, le parc est situé au cœur de Lincoln Park, le secteur qui tire son nom du parc. La partie nord du parc se caractérise par des plages, des aires de loisirs, des réserves naturelles, et plusieurs installations portuaires. Dans la partie sud du parc, juste à l'est de Lake Shore Drive en bordure du lac Michigan, des promenades piétonnières et des aménagements cyclables permettent de relier Lincoln Park au secteur de Near North Side (Downtown Chicago). Avec 20 millions de visiteurs par an, Lincoln Park est le deuxième parc public le plus visité aux États-Unis après Central Park à New York.

## Histoire

Le plus vaste parc urbain public de la ville de Chicago et deuxième plus important du pays, fut nommé en l'honneur du président Abraham Lincoln.

Ajouté sur la prestigieuse liste du Registre national des lieux historiques (NRHP) en 1994, la section se trouvant dans la partie la plus ancienne de Lincoln Park, près de North Avenue, existait en tant que cimetière lorsque le parc fut créé en 1843. Il s'agissait d'un cimetière municipal possédant deux sections en son sein. Une section réservée aux catholiques et une autre aux juifs. Une sépulture remarquable du cimetière est celle du maire de Chicago James Curtiss (1803-1859), dont le corps fut perdu lors de la reconversion du cimetière en parc. David Kenninson (1736-1852), un vétéran de la guerre de 1812 et dernier survivant du Boston Tea Party, y fut enterré à l'âge de 116 ans.
En 1860, le cimetière de Lake Park (également appelé Lake Park Cemetery), précurseur de l'actuel parc, est établi sur un emplacement qui n'avait pas encore été étudié pour l'établissement d'un cimetière. En effet, Chicago fut construite sur d'anciens marécages. Tout au long de la fin des années 1850, les autorités de la ville discutèrent sur l'éventuelle fermeture du cimetière. Le 12 juin 1865, Lake Park a été rebaptisé « Lincoln Park » en l'honneur du 16e président des États-Unis Abraham Lincoln, assassiné le 15 avril 1865 à Washington, D.C.
Environ 4 000 prisonniers confédérés de la guerre de Sécession morts au Camp Douglas ont été enterrés sur le site actuel de Lincoln Park. Leurs tombes ont été déplacées du site de Lincoln Park vers le cimetière de Oak Woods (Oak Woods Cemetery). Entre 1862 et 1865, beaucoup de prisonniers ont péri en raison des nombreuses blessures infligées sur le champ de bataille, ou par les maladies et les privations qui existaient à l'époque au sein de la prison fédérale. Bien que le camp se trouvait au sud du centre-ville de Chicago, à proximité des grands abattoirs des Union Stock Yards (les « parcs à bestiaux »), les restes ont été initialement enterrés sur le site de Lincoln Park.
Aujourd'hui, leurs tombes se trouvent au cimetière de Oak Woods, un site de 4 000 m2 aménagé spécialement dans le sud de Chicago. En 1895, un monument a également été érigé par des descendants de Sudistes et une association de Chicago pour commémorer ces Sudistes dont les vestiges terrestres sont restés dans le Nord. L'auteur George Levy estime que les restes de nombreux prisonniers confédérés doivent encore être trouvés sous ce qui sont aujourd'hui des terrains de baseball. En 1864, le conseil municipal de Chicago décide d'agrandir le cimetière d'environ 120 hectares (soit 0,49 km2), en déplaçant les tombes au nord de North Avenue. Les tombes de la partie sud du cimetière (au sud de North Avenue) ont également été déplacées derrière le musée d'histoire de Chicago. À ce jour, le mausolée de Couch Ira (Couch Moseleum) est considéré comme le rappel le plus visible de l'histoire de Lincoln Park comme ayant autrefois abrité un cimetière. Couch Ira, qui est enterré à cet endroit, a été l'un des premiers aubergistes de Chicago avec l'ouverture de la Maison Tremont en 1835. Il n'est pas la seule personnalité locale à être encore enterrée dans le vieux cimetière de Lincoln Park.

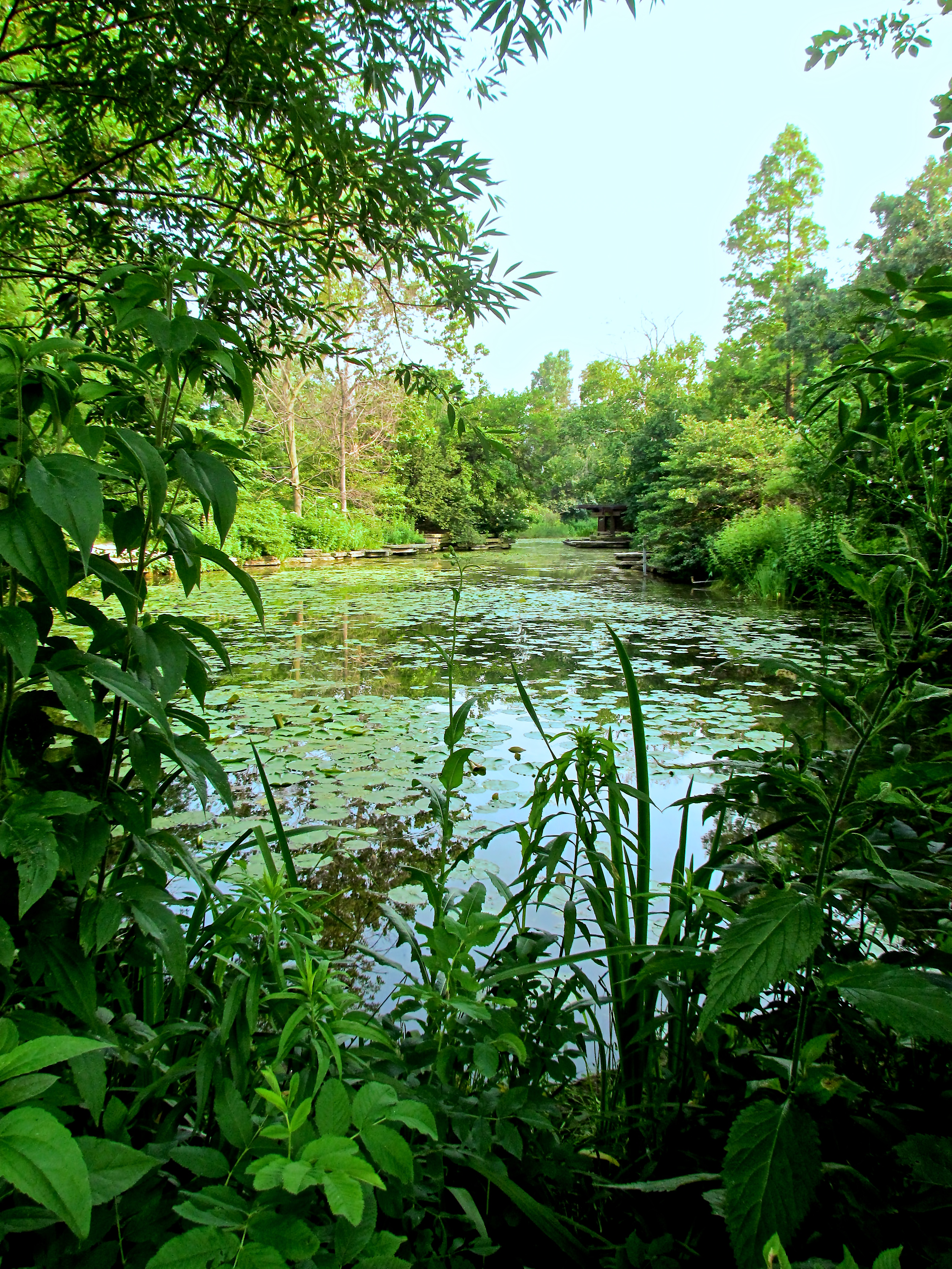
Le plan d'eau Alfred Caldwell Lily Pool a été désigné Chicago Landmark en 2002 puis a été ajouté sur le Registre national des lieux historiques et sur la liste des National Historic Landmark en 2006.

Lors du Grand incendie de Chicago en octobre 1871, des milliers d'habitants quittent les quartiers du centre-ville alors en proie aux flammes et trouvent refuge sur les rives du lac Michigan et dans Lincoln Park pour se protéger. En raison de la destruction partielle de Lincoln Park causée lors du passage de l'incendie, il fut difficile de trouver des vestiges. En 1998, des travaux entrepris dans le parc ont révélé plusieurs restes datant du XIXe siècle.
Entre 1860 et 1950, le parc a été agrandi à plusieurs reprises et a subi de nombreux aménagements, dont la plantation de nouvelles essences d'arbres. Le parc s'étend aujourd'hui sur une longueur nord-sud d'environ 11 kilomètres en bordure du lac Michigan. La création d'un grand parc public le long du lac faisait partie des projets du plan Burnham de 1909 pour la restructuration urbaine et le développement de la ville de Chicago.
Un autre aspect dans l'histoire du parc sont les nombreuses protestations politiques qui s'y sont déroulées au fil des événements politiques notamment lors de la guerre du Viêt Nam. Le déplacement de la communauté hispanique vivant dans le quartier, par les politiques menées par le maire de Chicago Richard J. Daley pour son plan de renouvellement urbain, ont été vivement contestées par l'opinion publique. Le parc a également été le théâtre d'événements violents qui eurent lieu entre les forces de l'ordre et les manifestants lors de la convention nationale démocrate de 1968 à Chicago. Ces événements se sont aussi déroulés autour du centre des congrès de Chicago, à Grant Park, dans le quartier historique de Old Town, et dans le parc adjacent à Lincoln Park (sur Clark Street).

## Lieux d'intérêts
Lincoln Park comprend plusieurs institutions culturelles et points d'intérêts dont le zoo de Lincoln Park (Lincoln Park Zoo), le jardin botanique de Lincoln Park (Lincoln Park Botanical Garden) ainsi que deux musées : le musée d'histoire de Chicago (Chicago History Museum) et le musée de la nature Peggy Notebaert (Peggy Notebaert Nature Museum). Les installations récréatives incluent 15 terrains de baseball, 6 terrains de basketball, des terrains de softball, des terrains de football, 35 courts de tennis, 163 terrains de volley, plusieurs plages publiques, et un parcours de golf. Le parc comprend également un certain nombre de ports avec des installations de navigation. Le parc est doté de plusieurs jardins paysagers avec des refuges d'oiseaux. Enfin, il possède un théâtre avec vue sur le lac qui propose régulièrement des spectacles en plein air pendant l'été.

### Parc zoologique

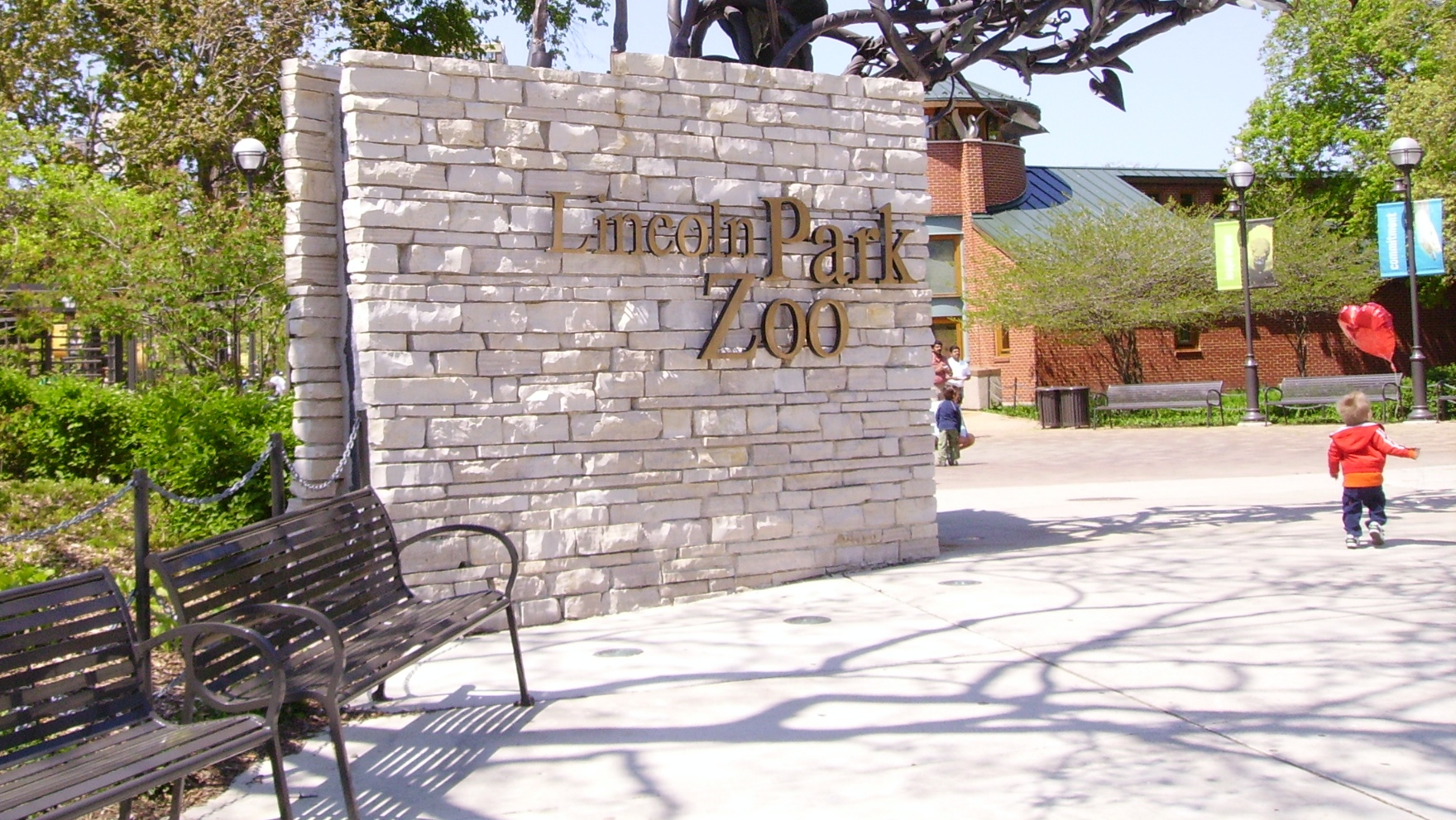
Entrée au zoo de Lincoln Park

Lincoln Park attire de nombreux visiteurs en partie grâce au zoo de Lincoln Park (Lincoln Park Zoo), un zoo gratuit qui est ouvert toute l'année. Le zoo de Lincoln Park abrite une grande variété d'animaux. Le zoo comprend des grands félins, des lions, des ours polaires, des manchots, de nombreuses espèces d'oiseaux, des gorilles (parmi les rares que l'on puisse trouver dans les zoos américains), des reptiles, des singes, et d'autres espèces totalisant près de 1 250 animaux.
Au zoo de Lincoln Park, il existe deux sections qui sont réservées aux enfants. À la Farm-in-the-zoo (« Ferme dans le Zoo »), les enfants peuvent goûter des produits de la ferme tout en s'instruisant sur les animaux et découvrir des démonstrations de travaux agricoles tels que la traite des vaches ou des chèvres. En 2010, des travaux ont été entrepris pour transformer le bassin Sud afin de créer un habitat faunique dans le marais doté d'une promenade aménagée et bordée d'arbres.
En 2019, il a accueilli 3,6 millions de visiteurs, ce qui en fait le deuxième parc zoologique traditionnel le plus visité des États-Unis.

### Jardin botanique

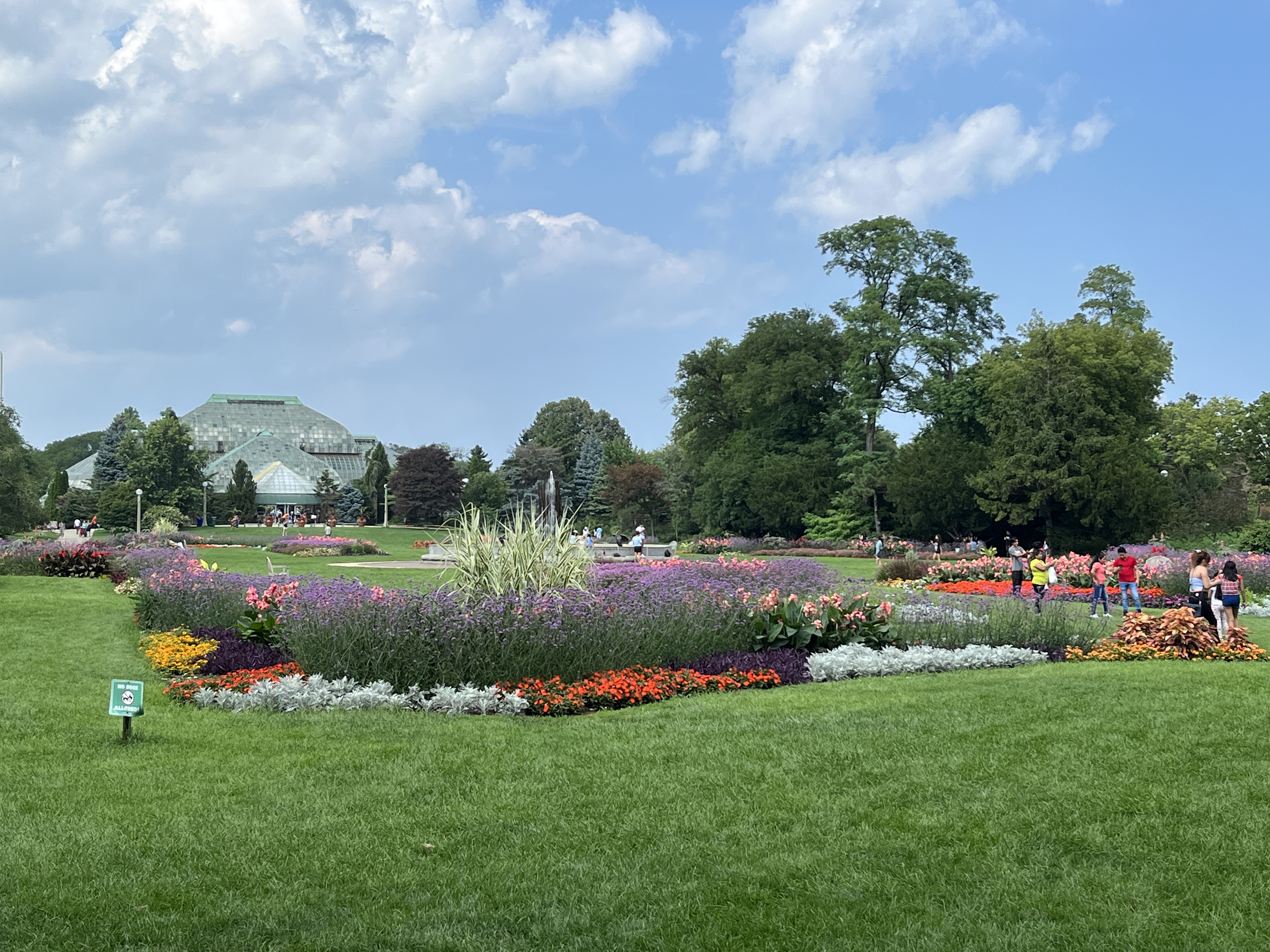
Le Jardin botanique de Lincoln Park

Juste à côté de l'entrée principale du zoo se trouve le Jardin botanique de Lincoln Park (Lincoln Park Conservatory), qui conserve des plantes naturelles en provenance des quatre coins du monde. La construction du conservatoire s'est déroulée en différentes étapes de 1890 à 1895. Il se compose d'un vestibule et de quatre salles d'expositions. Le vestibule et Palm House ont été construits et ouverts au public en 1892 et contiennent des palmiers géants et des arbres à caoutchouc, dont un de 15 m datant de 1891.
Dans la Palm House, on peut également trouver la Garden Figure, une sculpture de Frédéric Hibbard. Une salle qui renferme une vaste collection de fougères a été ouverte en 1895. Il contient également des plantes forestières. À l'origine, la chambre Tropicale s'appelait la Stove house. Ouverte en 1895, elle contenait un assortiment de plantes tropicales suspendues avec des murs couverts d'écorces. Elle s'appelle maintenant la salle des orchidées et possède une collection d'environ 25 000 espèces naturelles.

### Alfred Caldwell Lily Pool

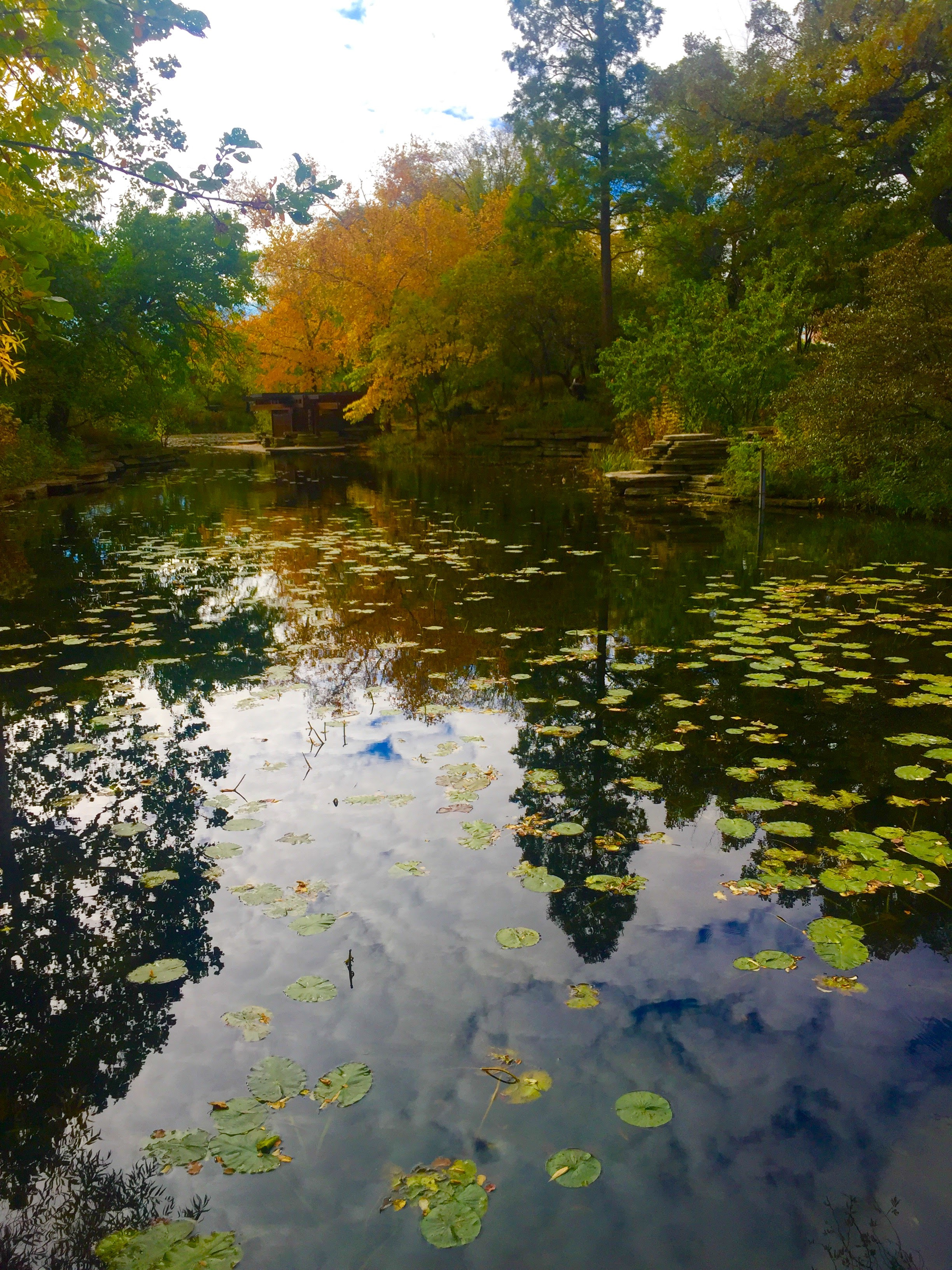
Le Alfred Caldwell Lily Pool.

Juste au nord du zoo se trouve le plan d'eau Alfred Caldwell (Alfred Caldwell Lily Pool), un lac historique aménagé et considéré comme étant l'un des exemples les plus représentatifs du style architectural Prairie School. Le plan d'eau a été désigné Chicago Landmark (CL) en 2002 par la ville de Chicago puis a été ajouté sur le prestigieux Registre national des lieux historiques (National Register of Historic Places) et sur la liste des National Historic Landmark (NHL) le 17 mai 2006 par le National Park Service. Ainsi, il bénéficie d'une protection fédérale au titre des lieux historiques et patrimoniaux.
Le bassin de nénuphars avait été initialement construit pour cultiver des nénuphars tropicaux en 1889. Dans les années 1930, l'architecte-paysagiste Alfred Caldwell fut embauché par la Works Progress Administration afin de concevoir la piscine dans le style Prairie School. De 1998 à 2002, le plan d'eau a subi d'importantes restaurations et de travaux de réaménagements par le jardin botanique de Lincoln Park et le Chicago Park District. Elle fut rebaptisée « Alfred Caldwell Lily Pool », en l'honneur d'Alfred Caldwell, son concepteur. Il est ouvert en saison de la mi-avril à la mi-novembre à partir de 07h30 jusqu'à 19h30 tous les jours.

### Musée d'histoire de Chicago

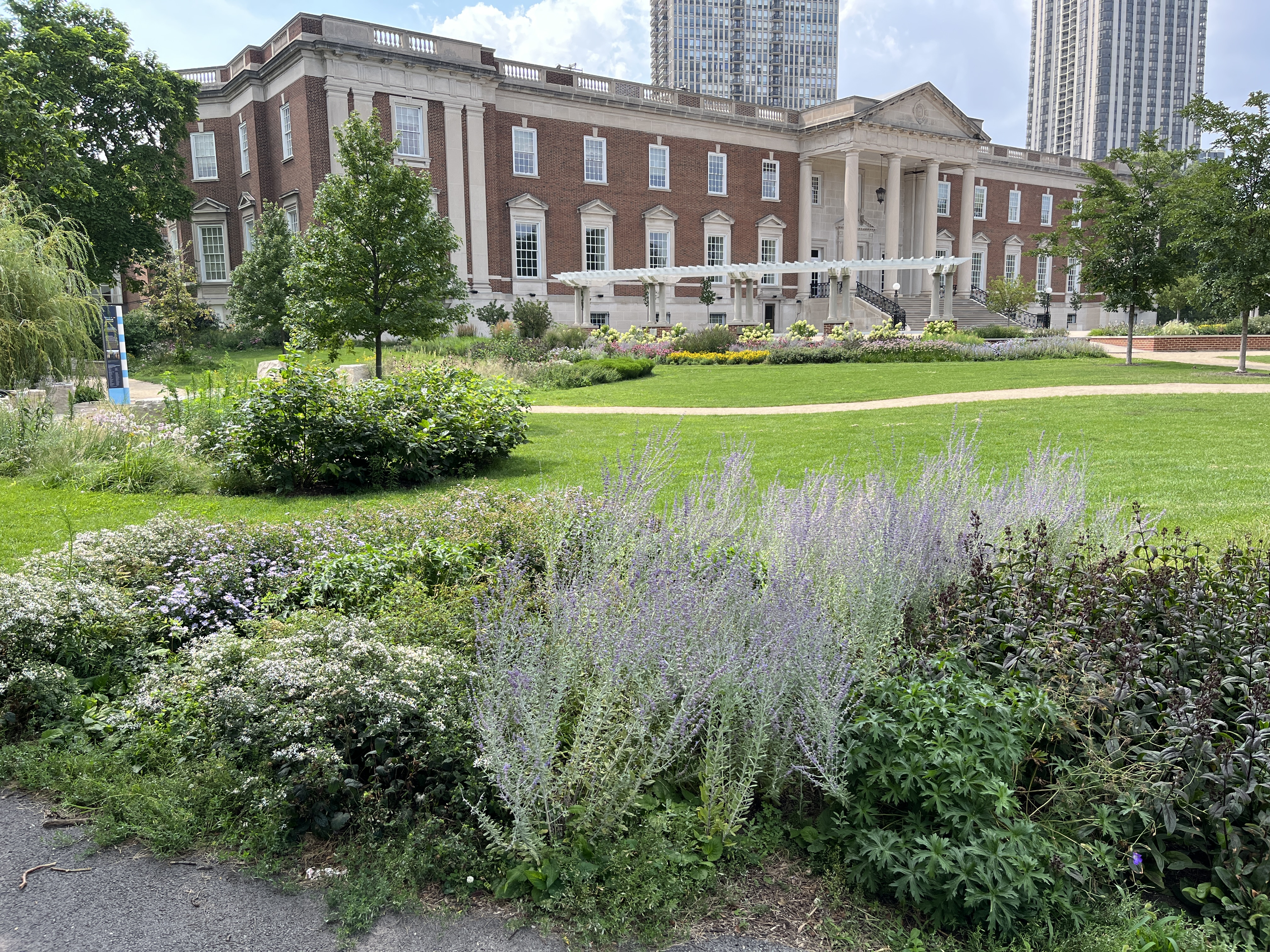
Le musée d'histoire de Chicago.

Le musée d'histoire de Chicago (Chicago History Museum, autrefois connu comme la Chicago Historical Society) est un musée consacré à l'histoire de la ville de Chicago et à tout ce qui concerne l'histoire de l'homme dans la région de Chicago depuis la civilisation précolombienne jusqu'à nos jours. Le musée se trouve à l'angle sud-ouest du parc, à quelques pâtés de maisons au sud du zoo de Lincoln Park.
Le 14 avril 1865, Lincoln est touché par balle alors qu'il assiste à la représentation de la pièce de Tom Taylor au Théâtre Ford à Washington en compagnie de son épouse. Il décède quelques instants plus tard dans une maison située face au Théâtre. Le musée d'histoire de Chicago possède une salle consacrée au défunt président qui retrace le jour de cette tragédie. Parmi les biens les plus connus d'Abraham Lincoln que l'on puisse trouver au musée, il y a des objets, des meubles, son lit de mort et plusieurs éléments et objets de la pièce où Lincoln mourut dans la maison Petersen, ainsi que les vêtements que lui et sa femme Mary Todd Lincoln portaient le soir de son assassinat,.
Le musée abrite également la plus importante collection matériel liée à l'histoire de Chicago dont des objets, du mobilier, et des costumes datant de tout le XIXe siècle. En plus des expositions permanentes, le musée continue d'abriter une vaste bibliothèque de recherche qui comprend des livres et autres documents publiés, manuscrits, peintures, sculptures et photos.

### Musée de la nature Peggy Notebaert

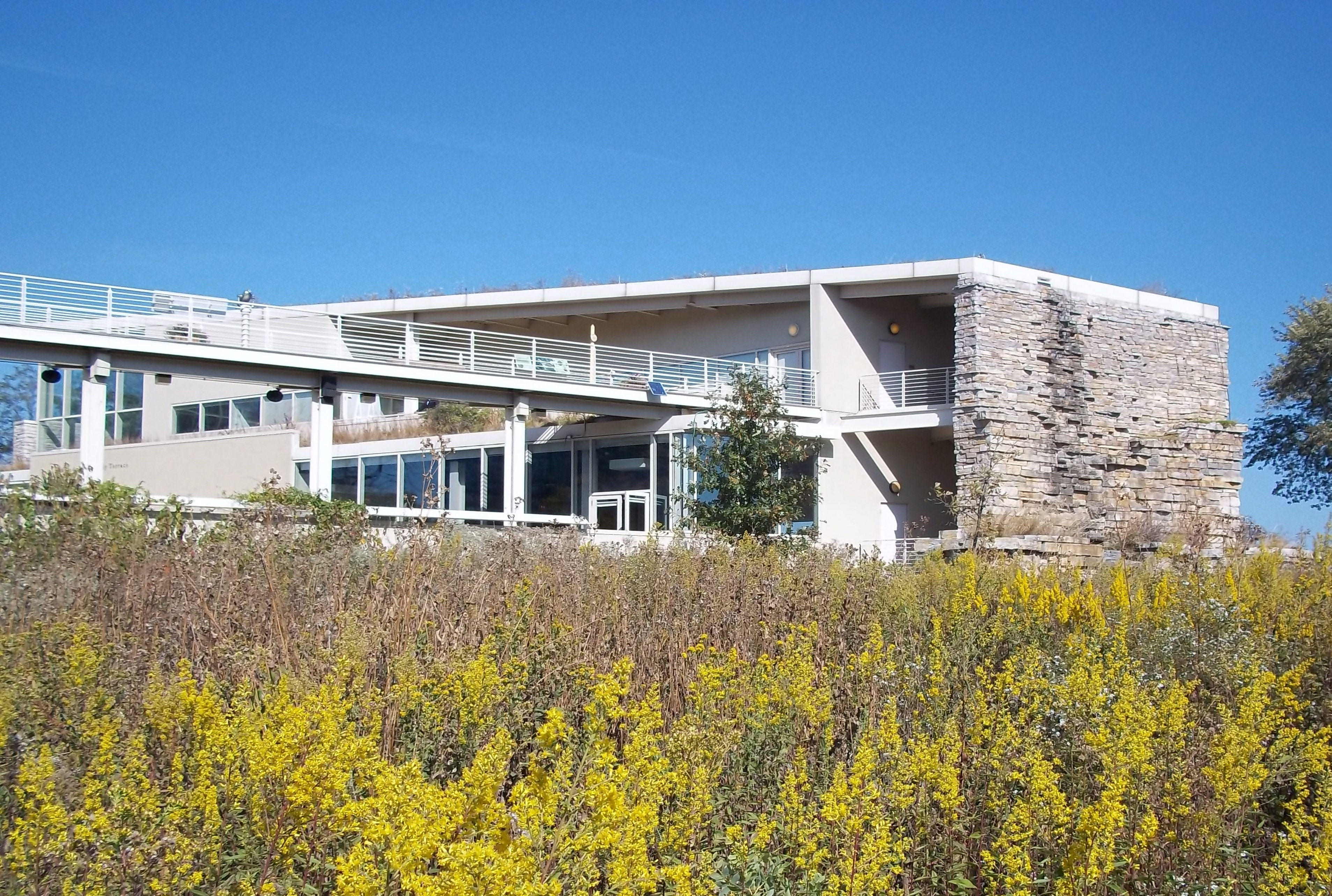
Le musée de la nature Peggy Notebaert.

En face du plan d'eau Alfred Caldwell se trouve le musée de la nature Peggy Notebaert, appelé simplement Nature Museum (en forme longue The Peggy Notebaert Nature Museum) au 2430 North Cannon Drive.
Fondé en 1857 par l'Académie des sciences de Chicago, il devient officiellement le premier musée du genre du Chicago Park District. Il quitte ses anciens locaux situés à l'académie des sciences et ouvre à l'intersection de Fullerton Parkway et Cannon Drive un bâtiment moderne au sein du parc en octobre 1999. Les expositions du musée comprennent des présentations sur l'histoire écologique de l'État de l'Illinois, une maison de papillons vivants, et une démonstration des différents types d'habitats écologiques respectueux de l'environnement. La maison des papillons présente plus de 200 espèces de papillons exotiques. Le musée offre également plus de 100 programmes d'enseignement pour les adultes et les enfants, afin de sensibiliser le public sur la sauvegarde et protection de l'environnement.

### Arts et sculptures

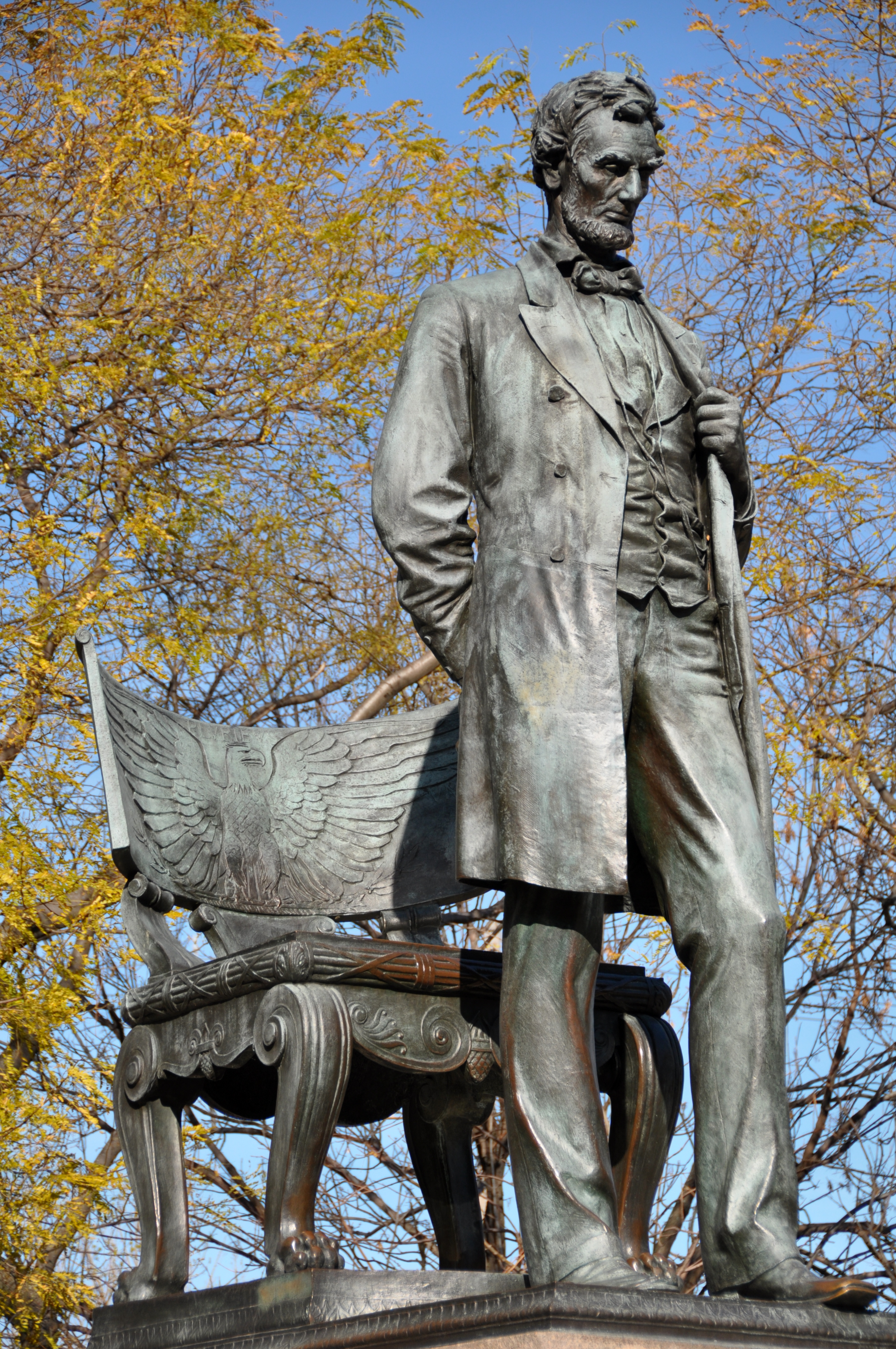
Le mémorial de Lincoln Monument, érigé en 1865 en l'honneur d'Abraham Lincoln.

Lincoln Park est connu pour ses nombreuses œuvres d'art et ses statues. En traversant le parc, on voit beaucoup de grandes œuvres d'art de Chicago. Le Lincoln Monument est une célèbre statue de Lincoln Park et fut érigée par Augustus Saint-Gaudens en l'honneur du président Abraham Lincoln, le même sculpteur qui a créé la statue de Lincoln dans Grant Park. Des répliques de bustes et de statues d'Abraham Lincoln (qui proviennent de la Lincoln Tomb à Springfield et de Parliament Square à Londres) se trouvent à Lincoln Park. La statue est située à l'angle de Dearborn Avenue et North Avenue et fut entièrement restaurée en 1989 grâce au programme Adopt-A-Monument du jardin botanique de Lincoln Park.
Hormis Lincoln, Alexander Hamilton est la seule personnalité à posséder une statue dans les deux principaux parcs de Chicago : Grant Park et Lincoln Park. Une statue monumentale d'Abraham Lincoln est également visible à Grant Park. Hamilton fut homme politique, financier, intellectuel, officier militaire américain et créa le Parti fédéraliste américain. La statue d'Hamilton qui se trouve à Lincoln Park fut sculptée par John Angel. Ulysses S. Grant (1869-1877), 18e président des États-Unis, possède une statue monumentale à Lincoln Park. Cette statue de Grant qui fut érigée en son honneur surplombe Cannon Drive. Ce chef d'état-major des troupes de l'Union lors de la guerre de Sécession devint ensuite le dix-huitième président des États-Unis, pour deux mandats, de 1869 à 1877. La sculpture fut créée en 1891 par Louis Rebisso.

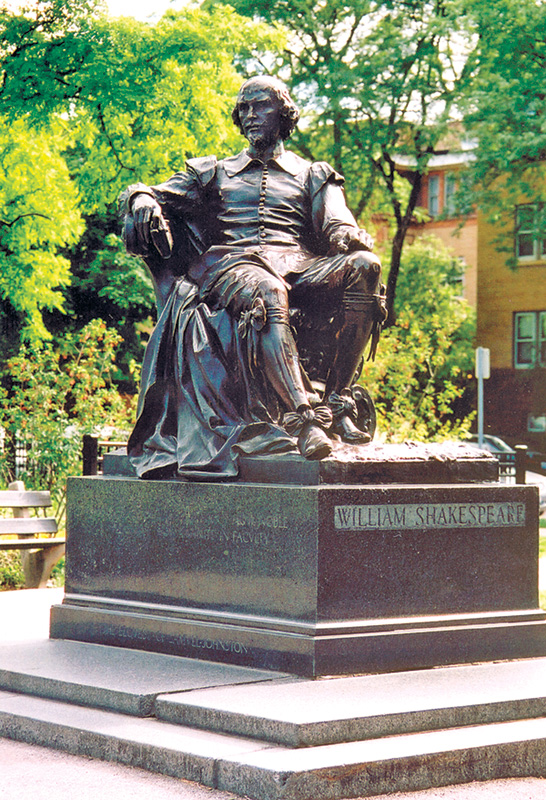
La statue de William Shakespeare (1894)

Construite par le sculpteur William Ordway Partridge, la statue de William Shakespeare (1894) fut érigée à Lincoln Park en l'honneur de ce grand poète et acteur anglais. Shakespeare est l'une des personnalités les plus célèbres à avoir une statue à Lincoln Park. Cette dernière possède une assise spécialement conçue pour les enfants qui peuvent venir s'y installer. La statue de Hans Christian Andersen, construite par Johannes Gelert (1896) et située sur Stockton Drive (près de l'avenue Webster), rend hommage au poète danois. Le Field Memorial Eugene (1922) conçu par Edward McCartan rend hommage à Eugène Field, chroniqueur et poète au Chicago Daily News, auteur notamment de Little Boy Blue et Winken, Blinken and Nod. Un buste de Sir Georg Solti, l'ancien chef de l'orchestre symphonique de Chicago se trouvait dans le jardin botanique de Lincoln Park jusqu'à son déplacement à Grant Park en octobre 2006. Des statues en l'honneur des poètes et écrivains allemands Johann Wolfgang von Goethe et Friedrich Schiller peuvent également être trouvées dans le parc. La grande statue de Goethe est située près de Diversey et Stockton. Une petite statue représentant Schiller se trouve près de l'entrée ouest du zoo de Lincoln Park.
Sur Addison Street, il y a un totem d'environ 12 mètres de haut représentant Kwanusila the Thunderbird. Enfin, une statue de John Peter Altgeld (1915), le gouverneur de l'Illinois qui a gracié trois anarchistes impliqués dans le massacre de Haymarket Square (1886), peut être aperçue juste au sud de Diversey Street. Cette statue a été créée par Gutzon Borglum et dévoilée au public le 6 septembre 1915. Borglum est devenu l'un des sculpteurs du monument du mont Rushmore.

### Chicago Lakefront Trail
Le Chicago Lakefront Trail (connu sous l'acronyme « LFT ») est un sentier arboré polyvalent de 29 kilomètres de long situé en bordure du lac Michigan, sur le territoire de la ville de Chicago. Il est populaire auprès des cyclistes, des joggeurs et des promeneurs. Il est conçu pour promouvoir les déplacements à vélo. Du nord au sud, il traverse Lincoln Park, Grant Park, Museum Campus, Burnham Park, Harold Washington Park et Jackson Park.

## Galerie d'images

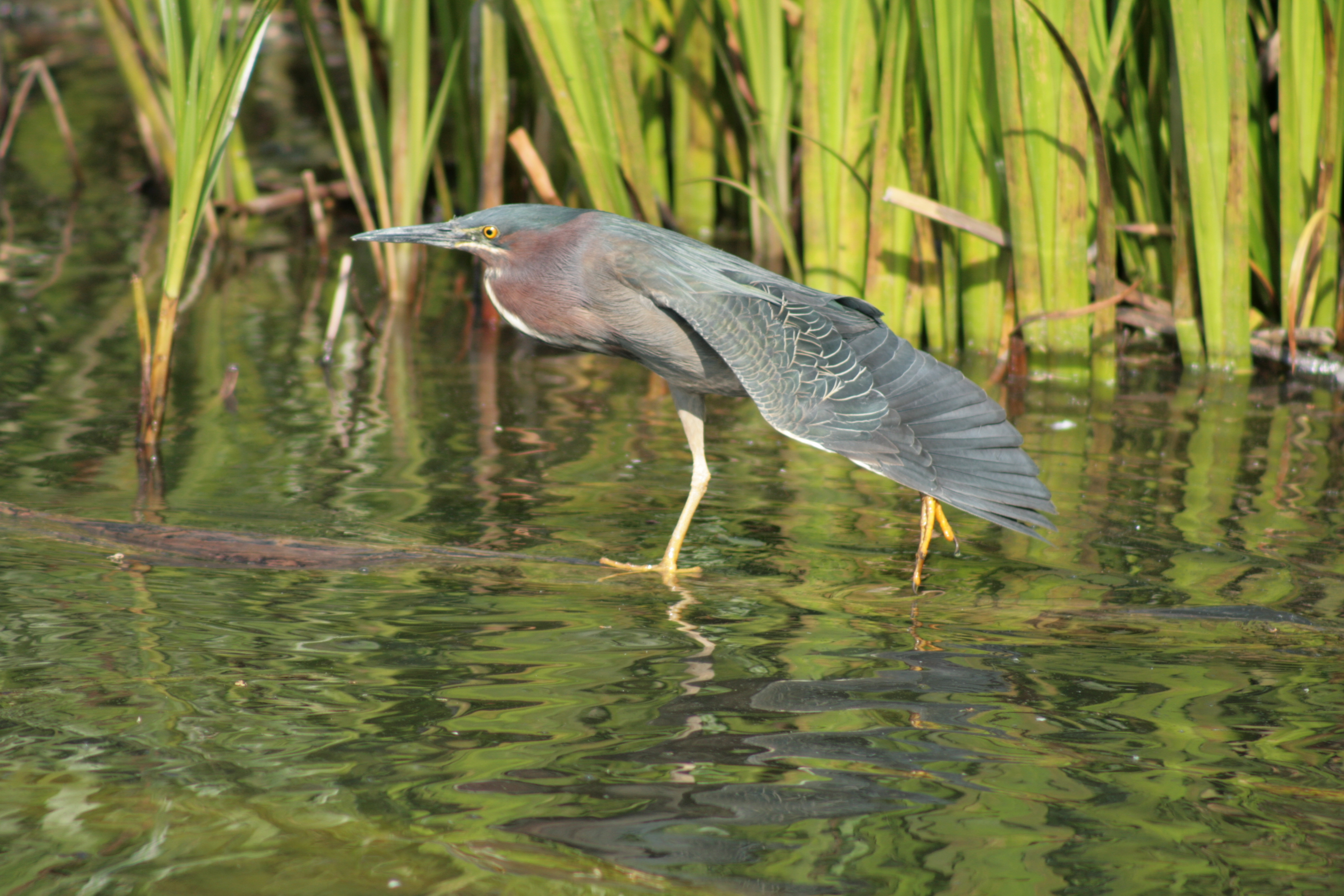
Héron vert.
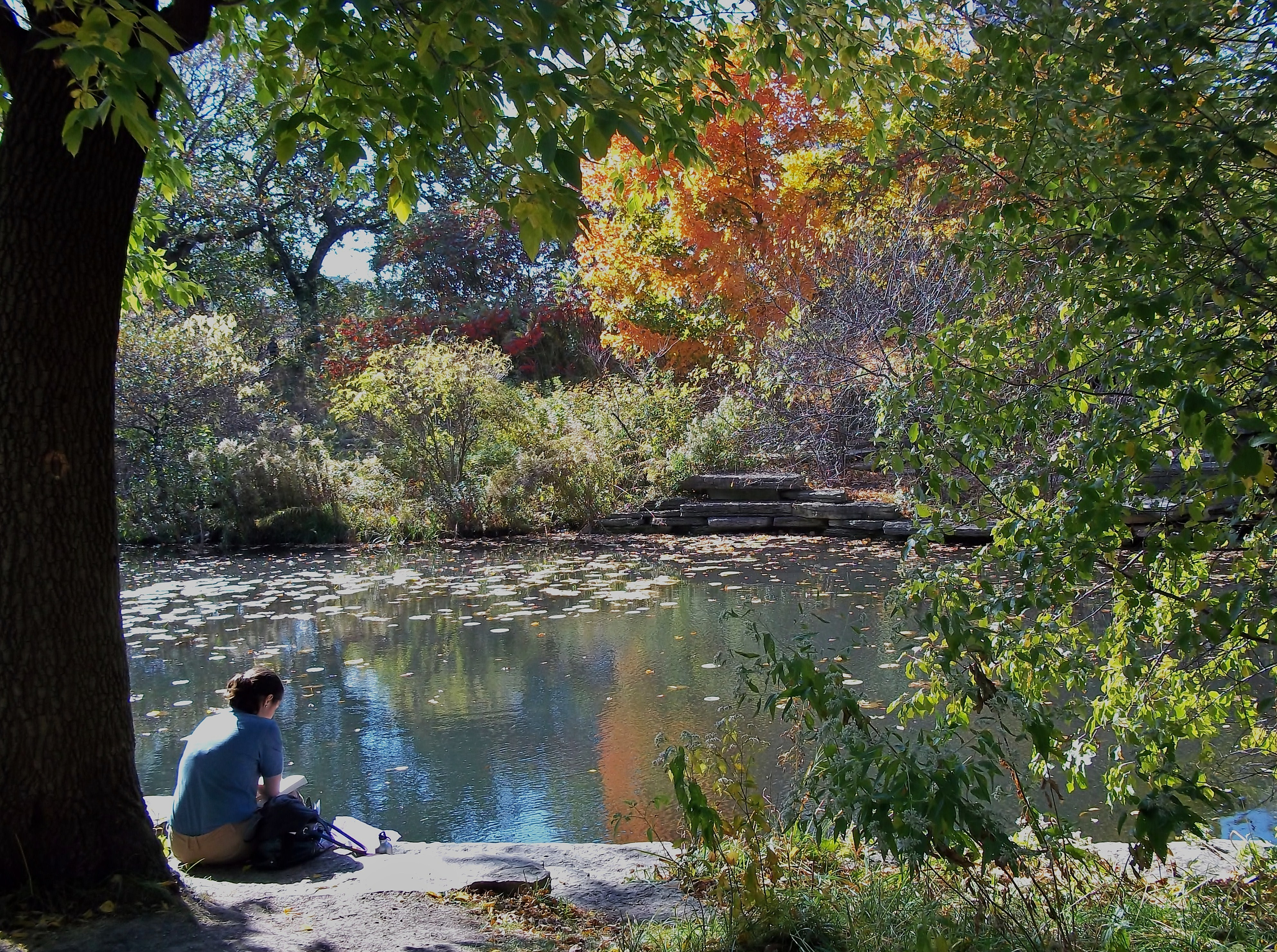
Plan d'eau dans Lincoln Park.
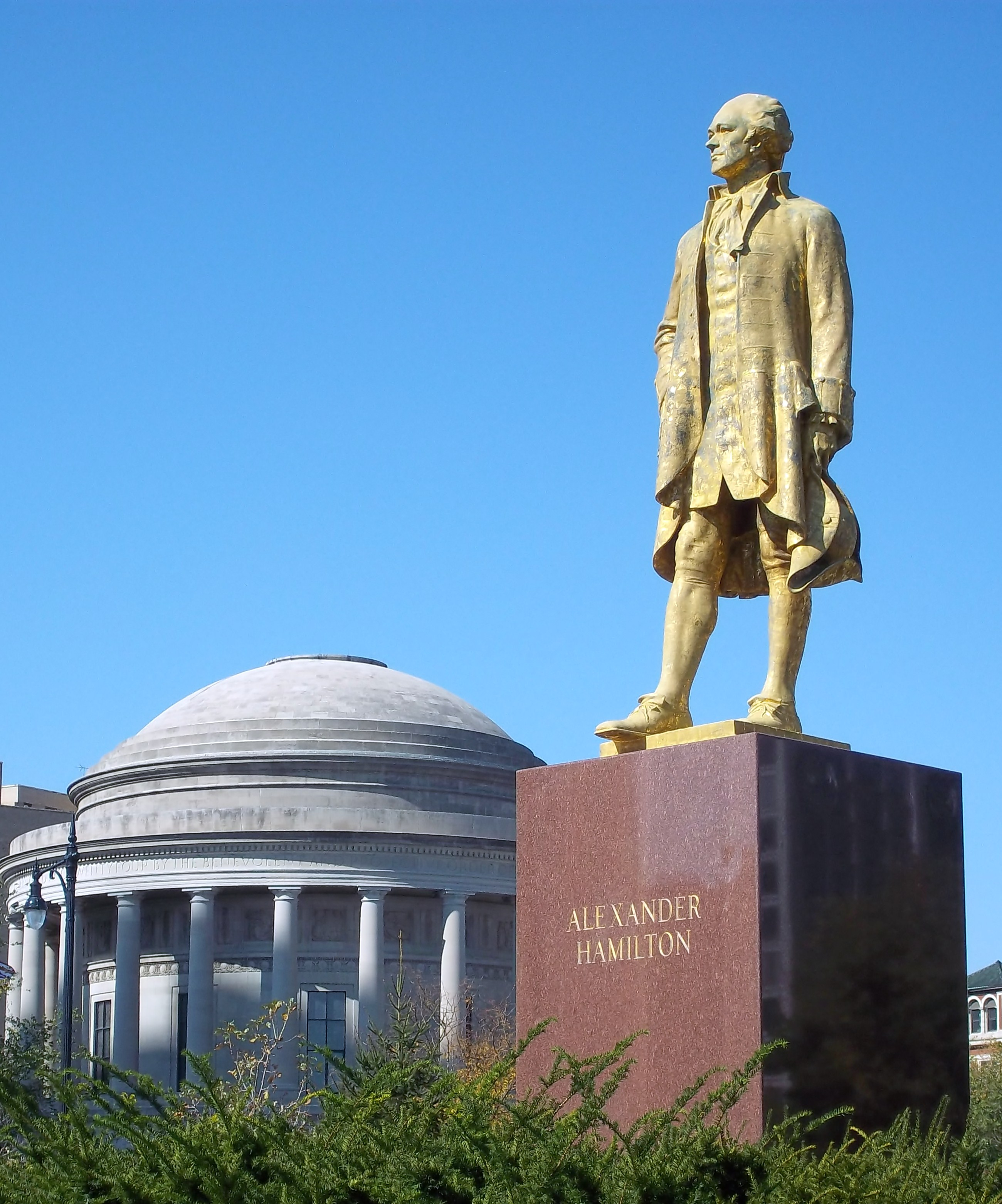
Statue d'Alexander Hamilton.
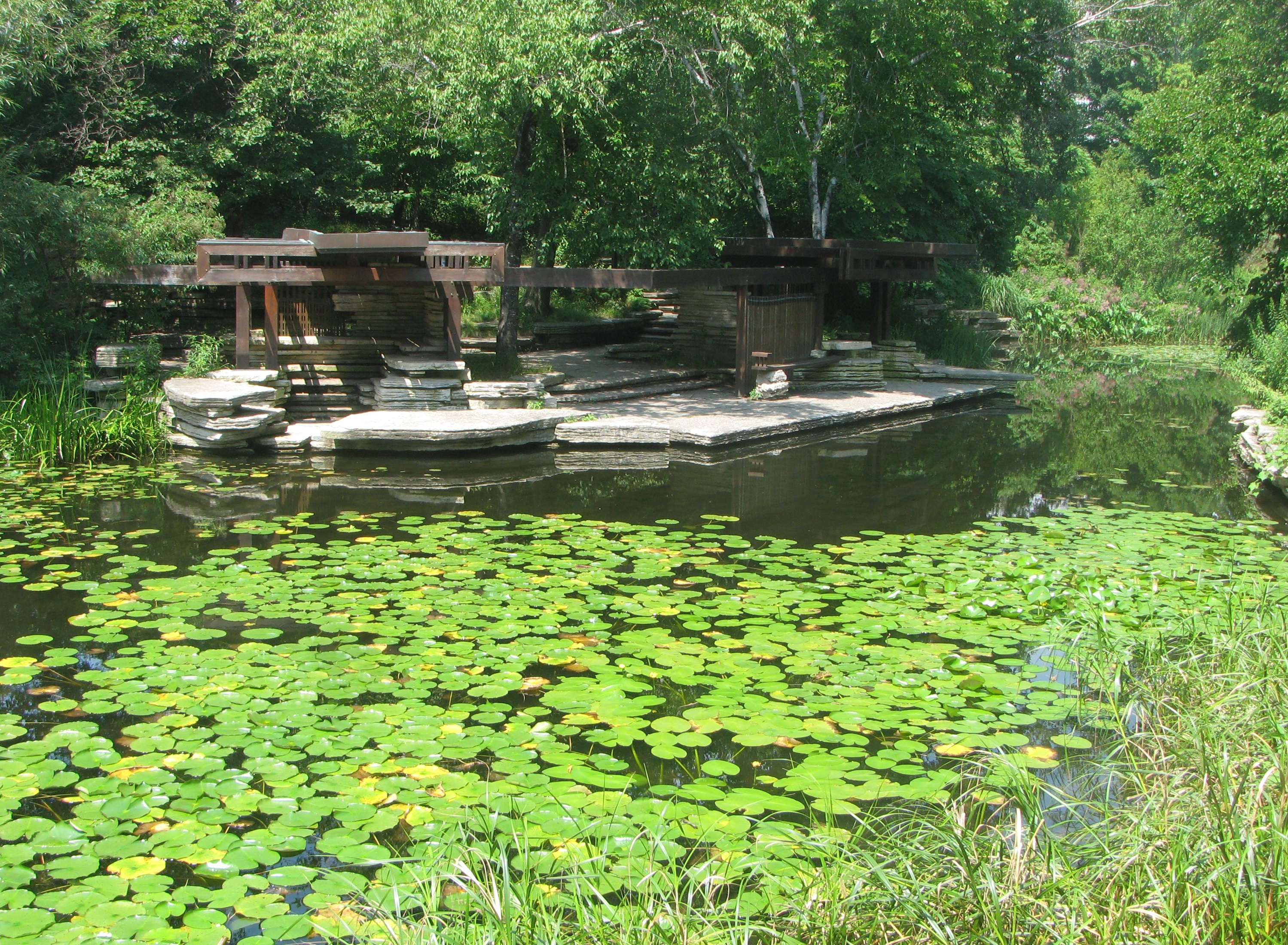
Le plan d'eau Alfred Caldwell.
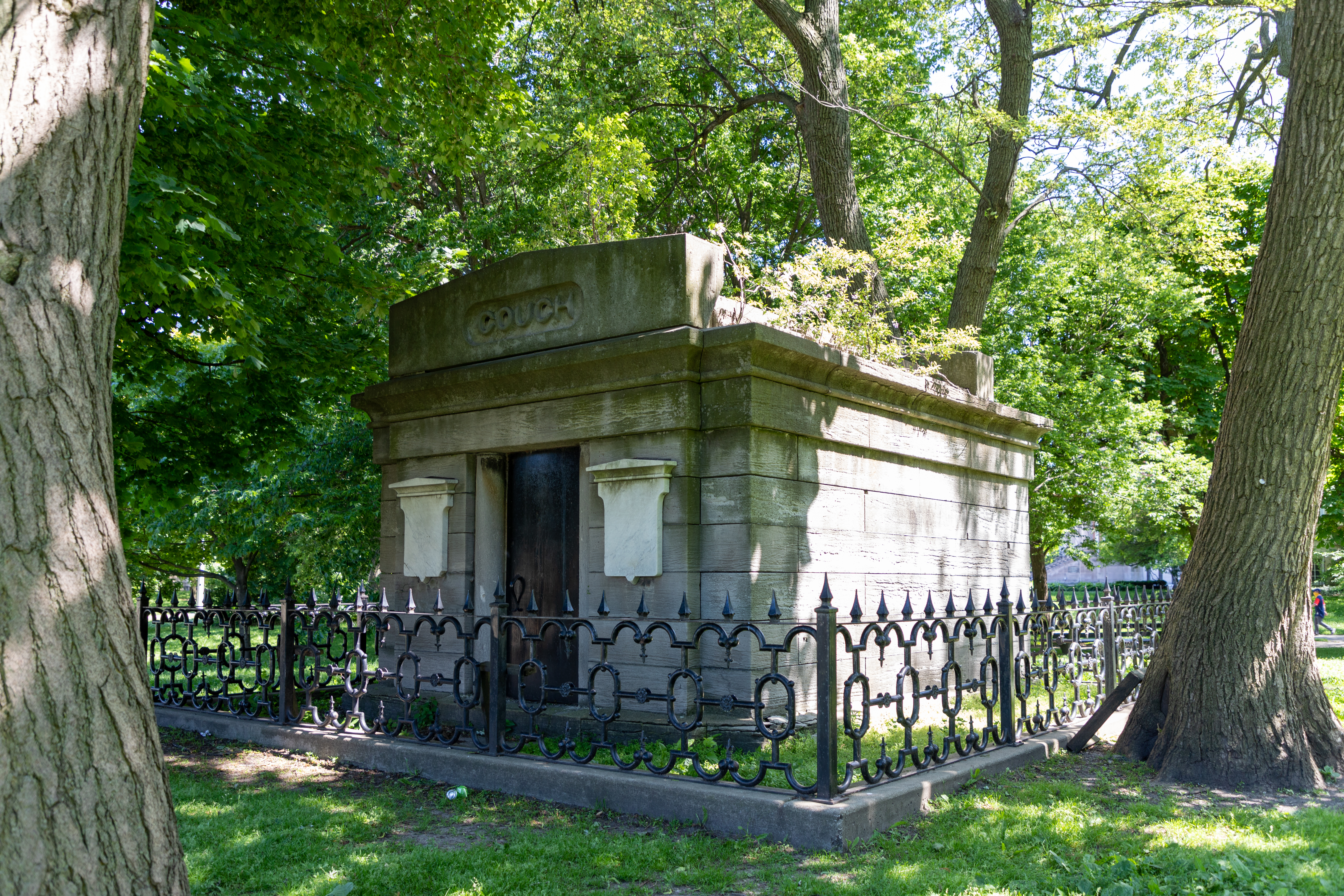
Le Couch Moseleum, l'un des derniers vestiges de l'ancien cimetière.
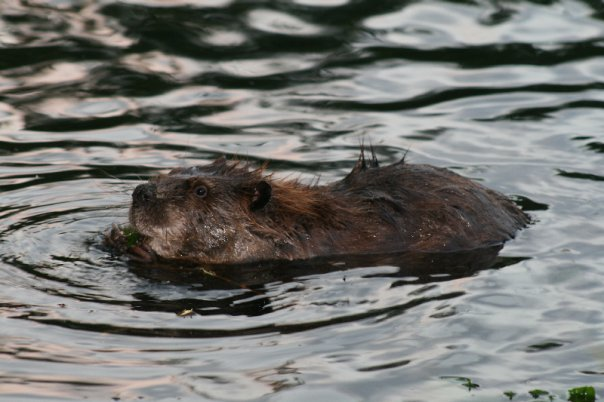
Un castor nageant dans le lac de Lincoln Park.
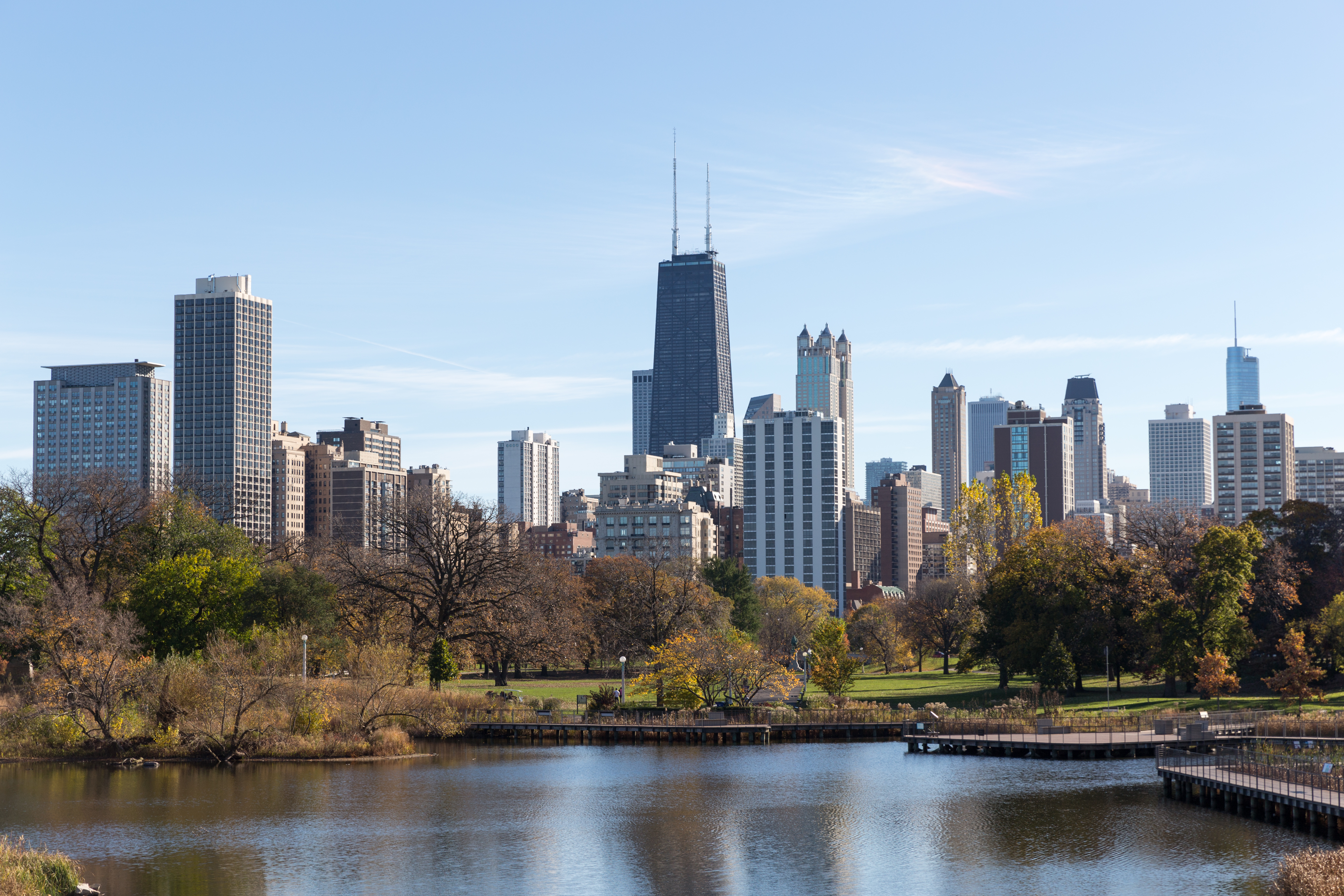
Vue sur le 875 North Michigan Avenue au centre.
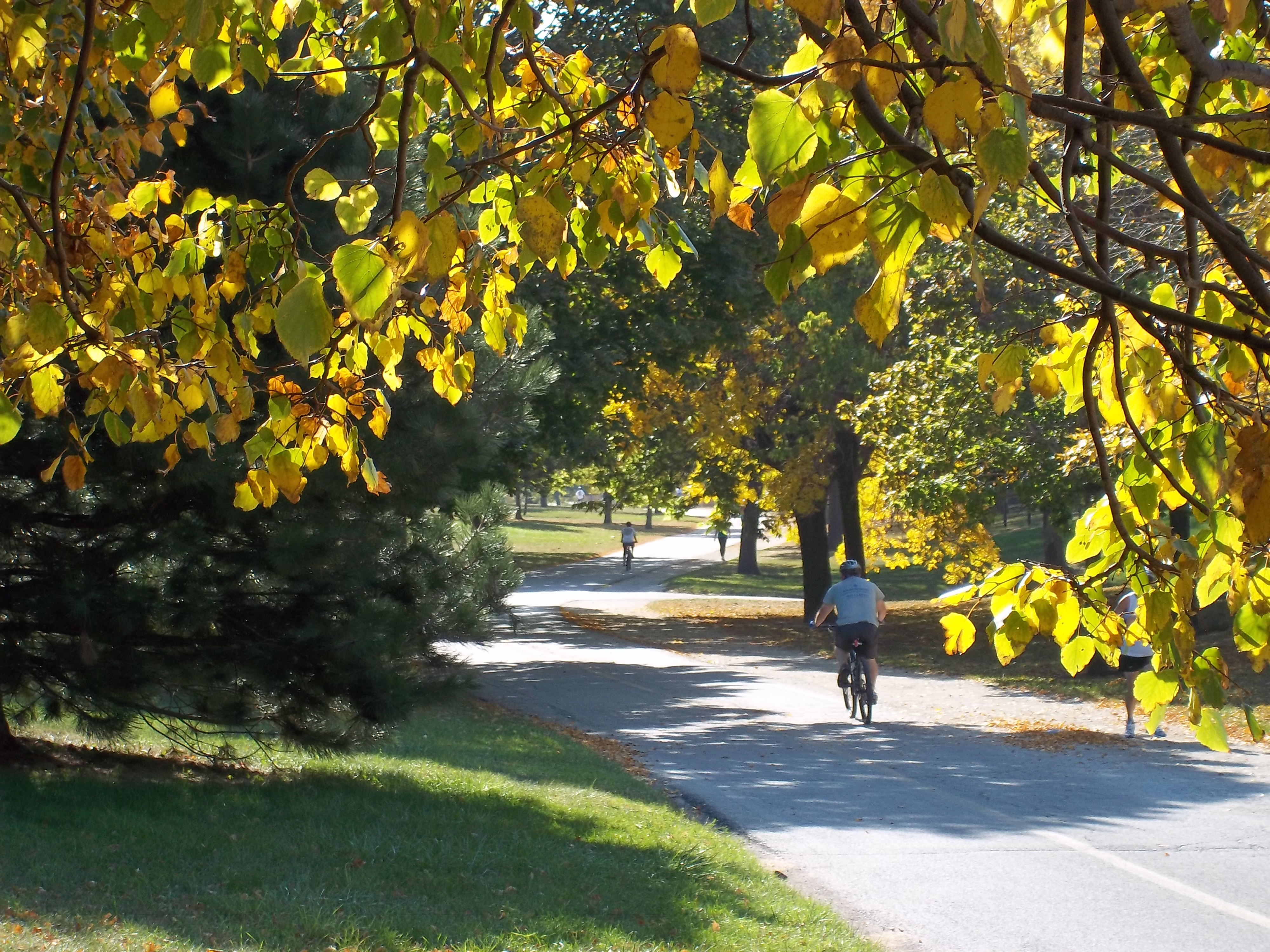
Voie piétonnière et cyclable.
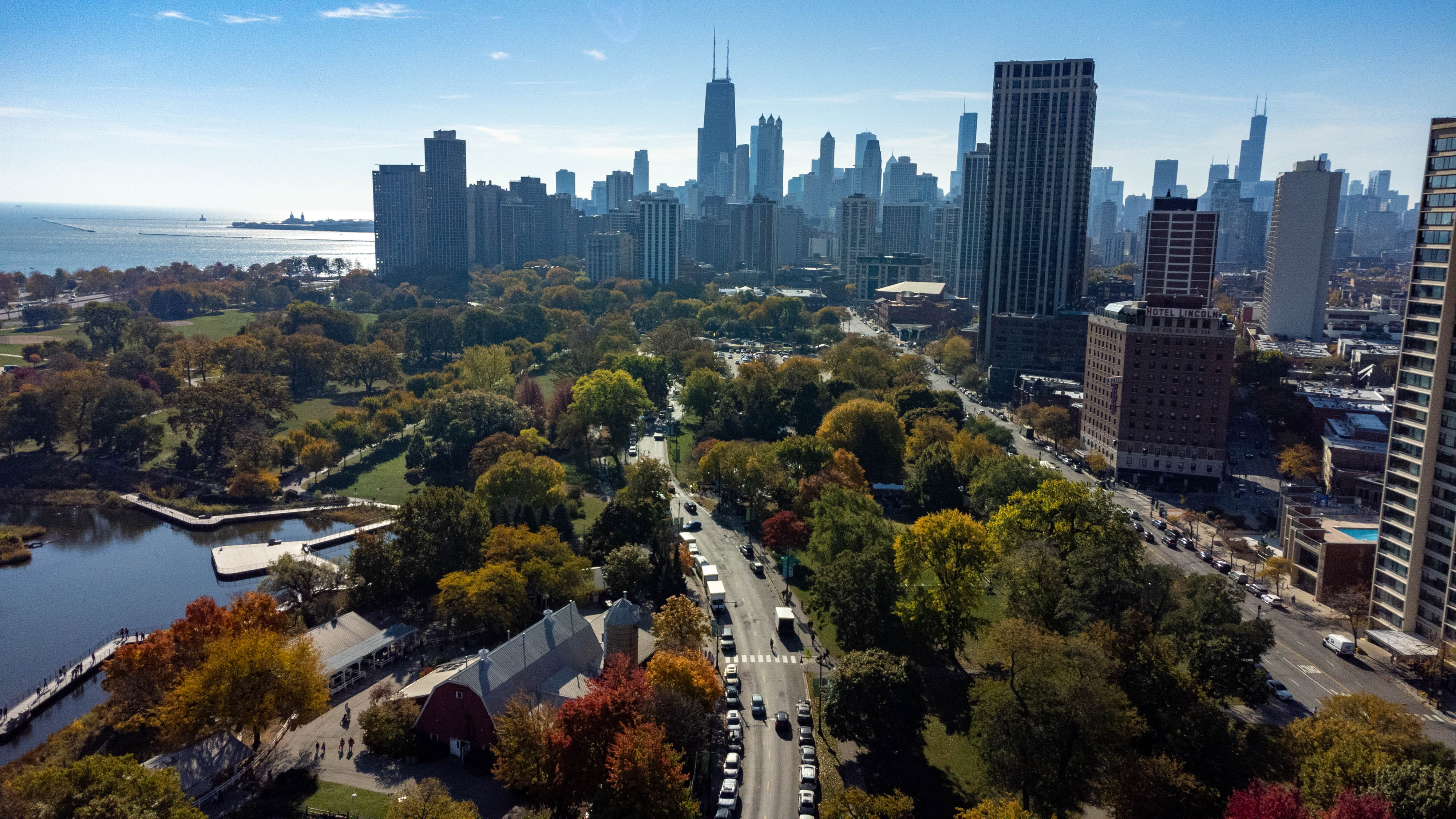
Vue sur le sud de Lincoln Park et les gratte-ciel de Downtown Chicago.